# Kaple svaté Anny (Čihák)
Kaple svaté Anny je římskokatolická pozdně empírová kaple s hranolovou věží v osadě Čiháku, v obci Klášterec nad Orlicí. Náleží do farnosti Klášterec nad Orlicí. V letech 2017–2020 proběhla rozsáhlá obnova kaple.

## Poloha
Kaple je situována jižně od silnice II/311. Před kaplí je kříž z roku 1834.

## Bohoslužby
Pravidelné bohoslužby se v kapli nekonají.

## Galerie

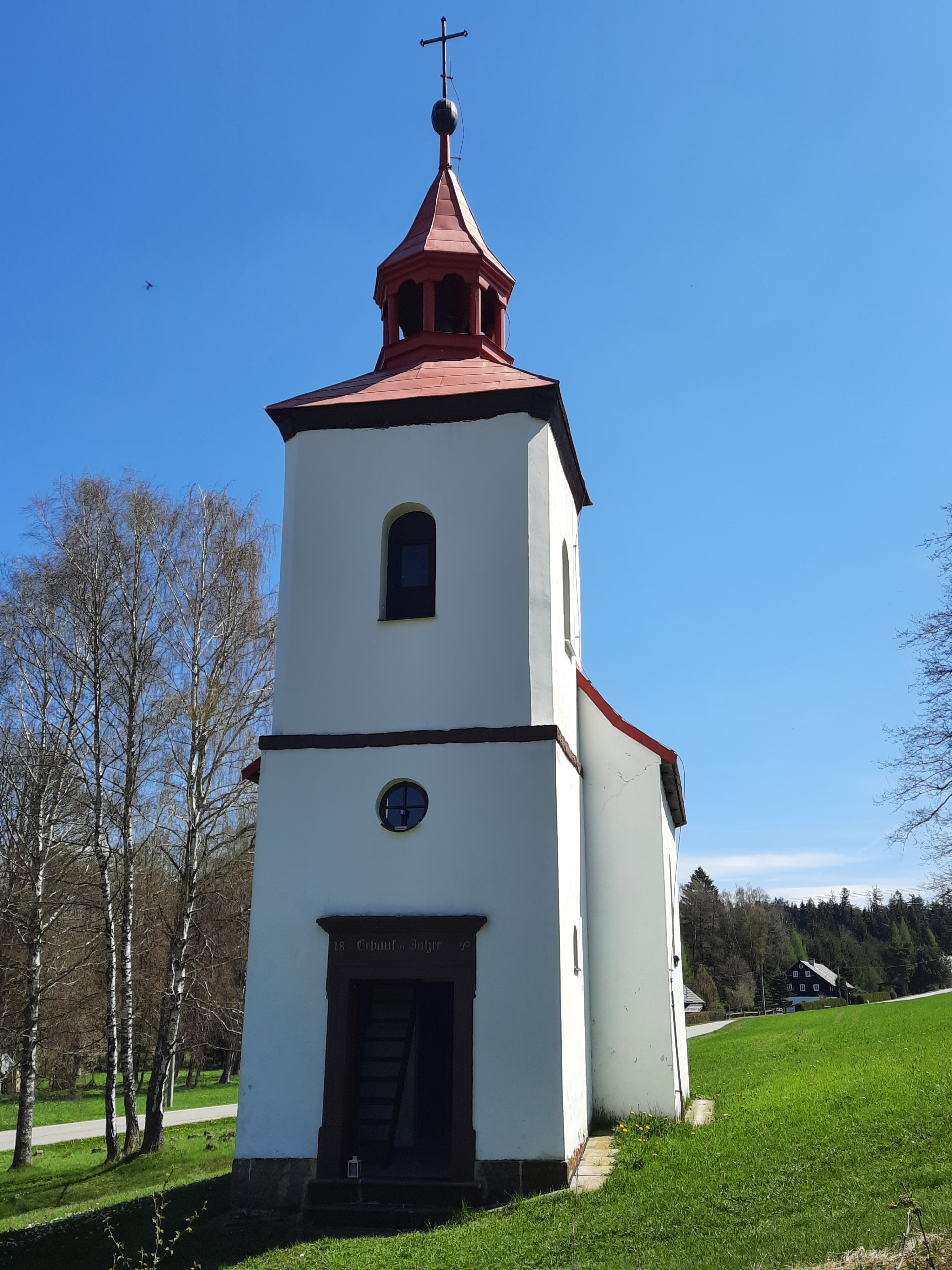
Kaple od západu
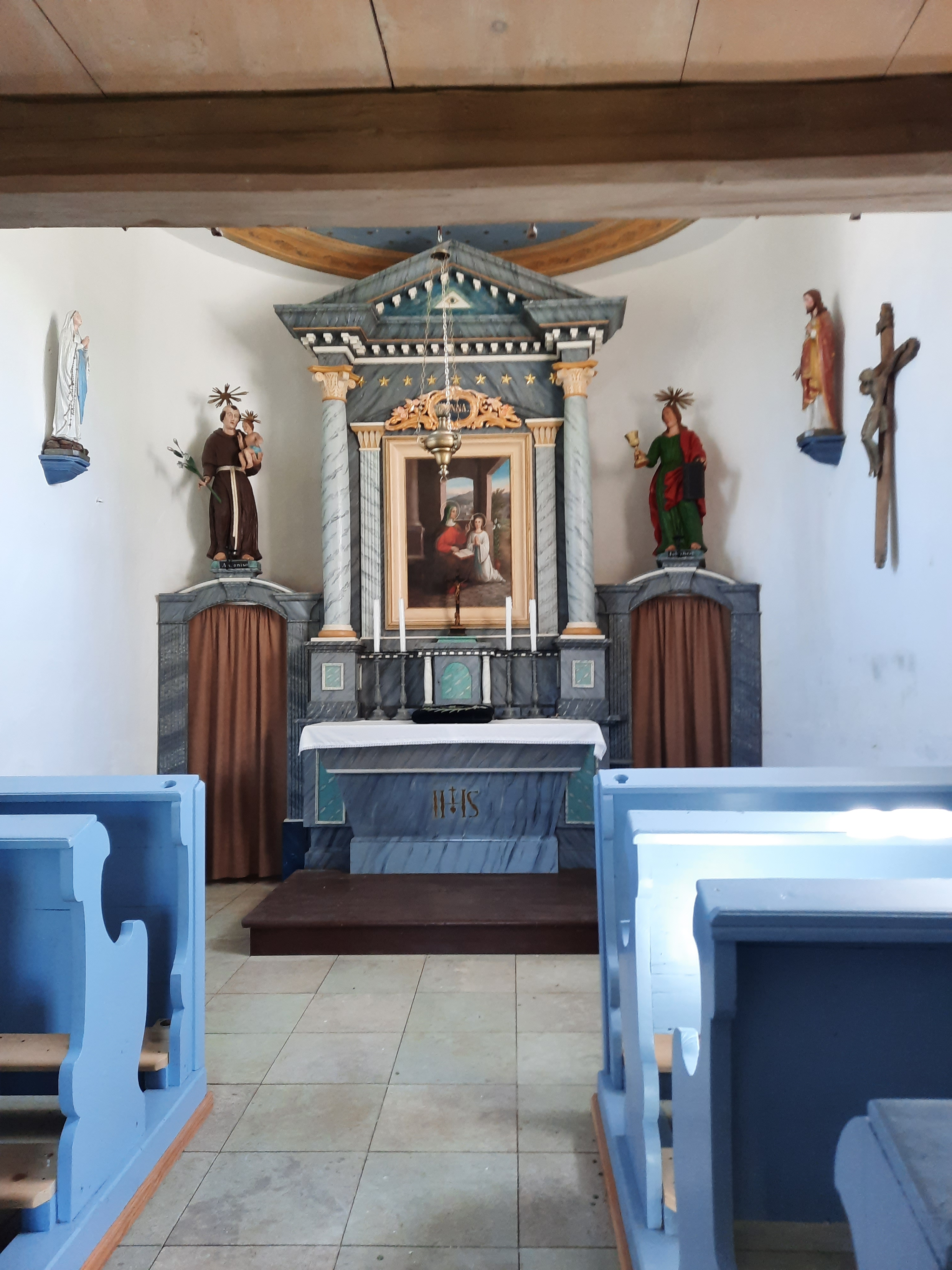
Interiér kaple
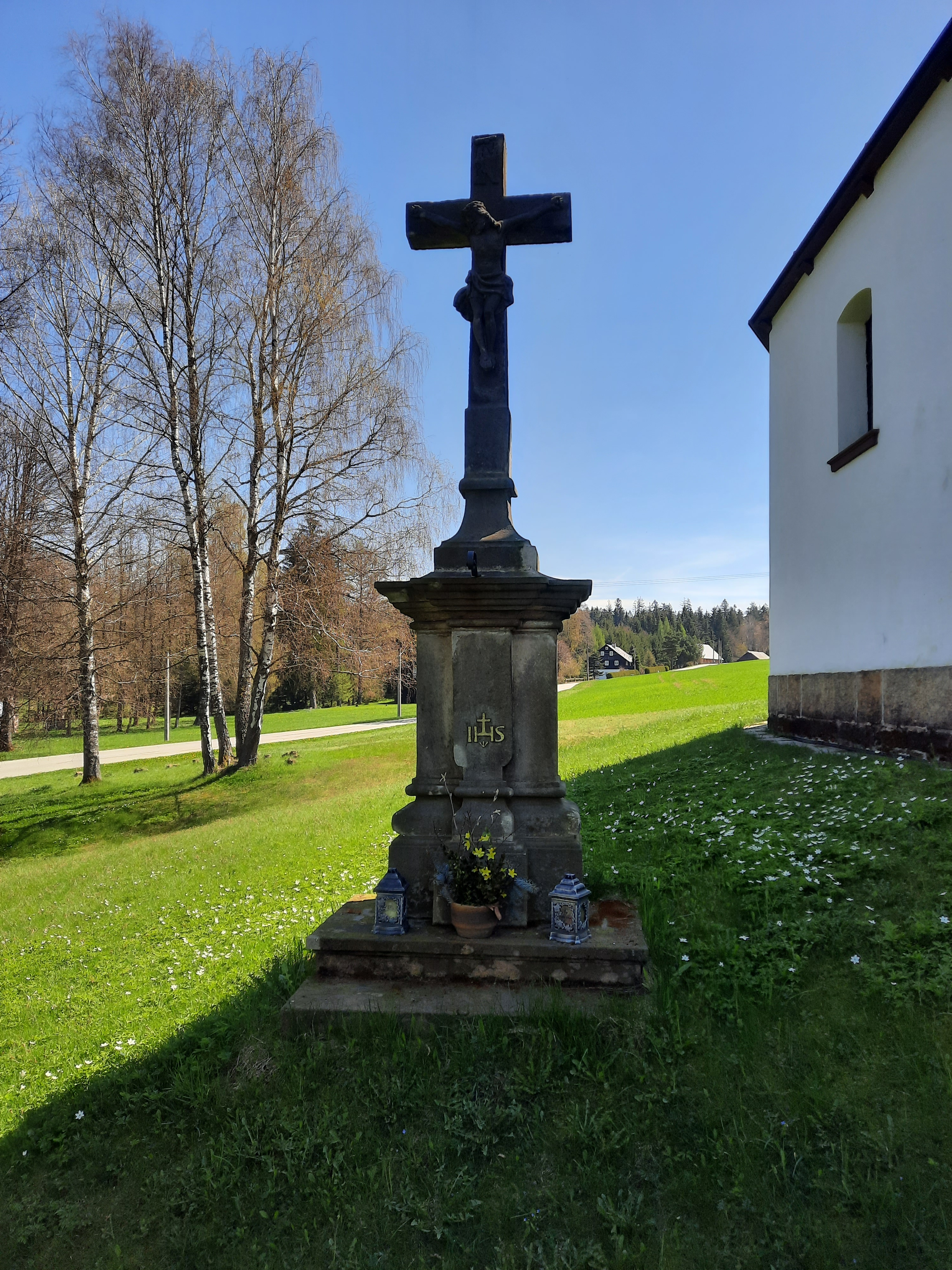
Kříž